# 木更津富士屋季眺
富士屋は、千葉県木更津市で大正時代から続く老舗割烹旅館。運営会社は株式会社富士屋ホテル。箱根の富士屋ホテル株式会社とは無関係。

## 沿革
- 1919年（大正8年）：木更津市富士見2丁目で、サクマ食堂として創業。
- 1927年（昭和2年）：50m西に移転し、佐久間館に商号を改める。
- 1951年（昭和26年）：株式会社富士屋設立。
- 1954年（昭和29年）：現在地（木更津市富士見3-7-35）に移転し、屋号を割烹旅館富士屋に変更。
- 1992年（平成4年）：株式会社富士屋ホテルに名称変更。屋号を富士屋ホテルに変更。
- 2006年（平成18年）12月15日：屋号を木更津富士屋季眺に変更。
- 2020年（令和２年）６月１日：屋号を富士屋に変更

## その他

### ロケ地
- 木更津キャッツアイ - 小峰社長自宅
- うぬぼれ刑事 - お見合い会場